# Kunja-Urgentj

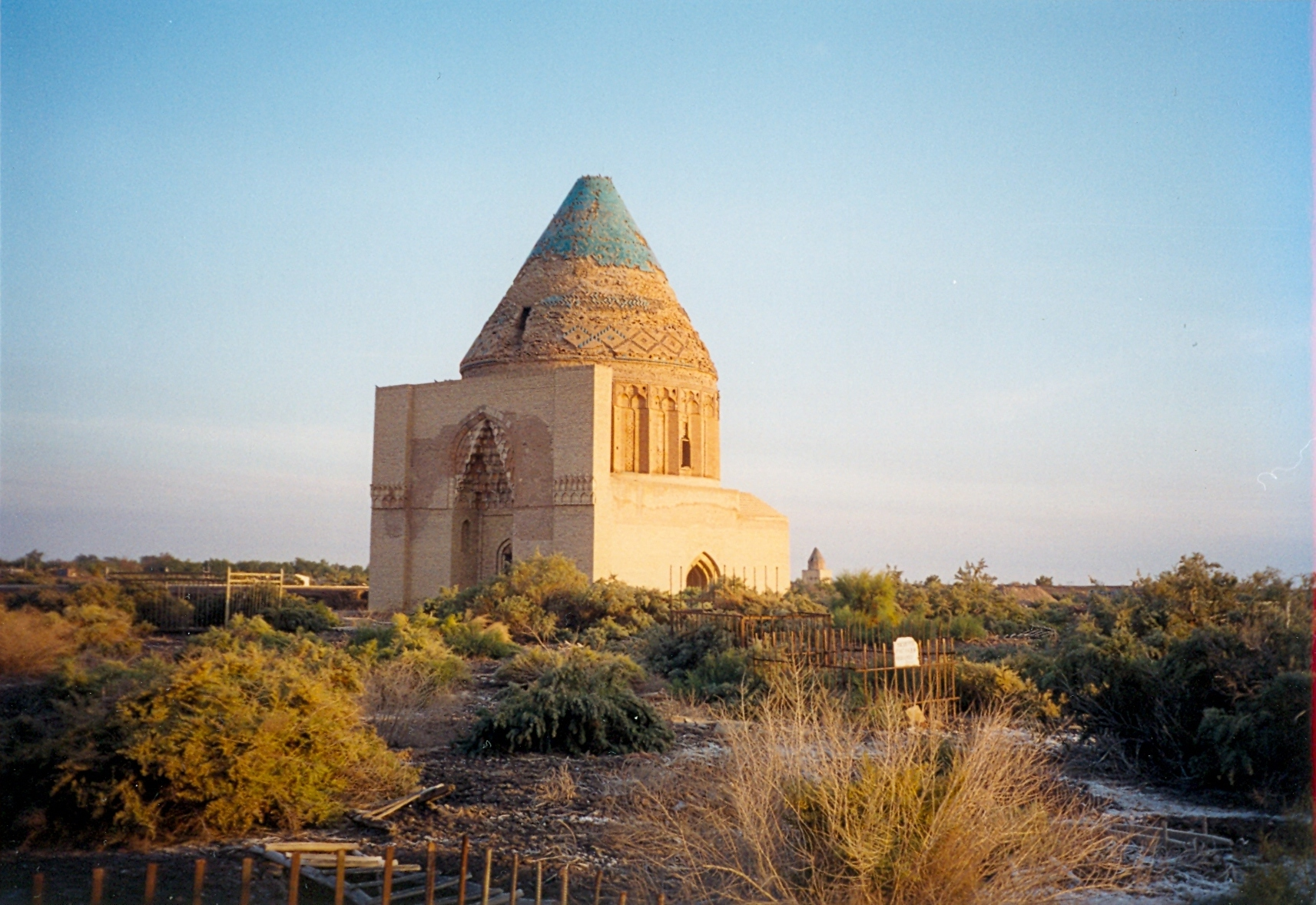
Sultan Tekesh mausoleum.

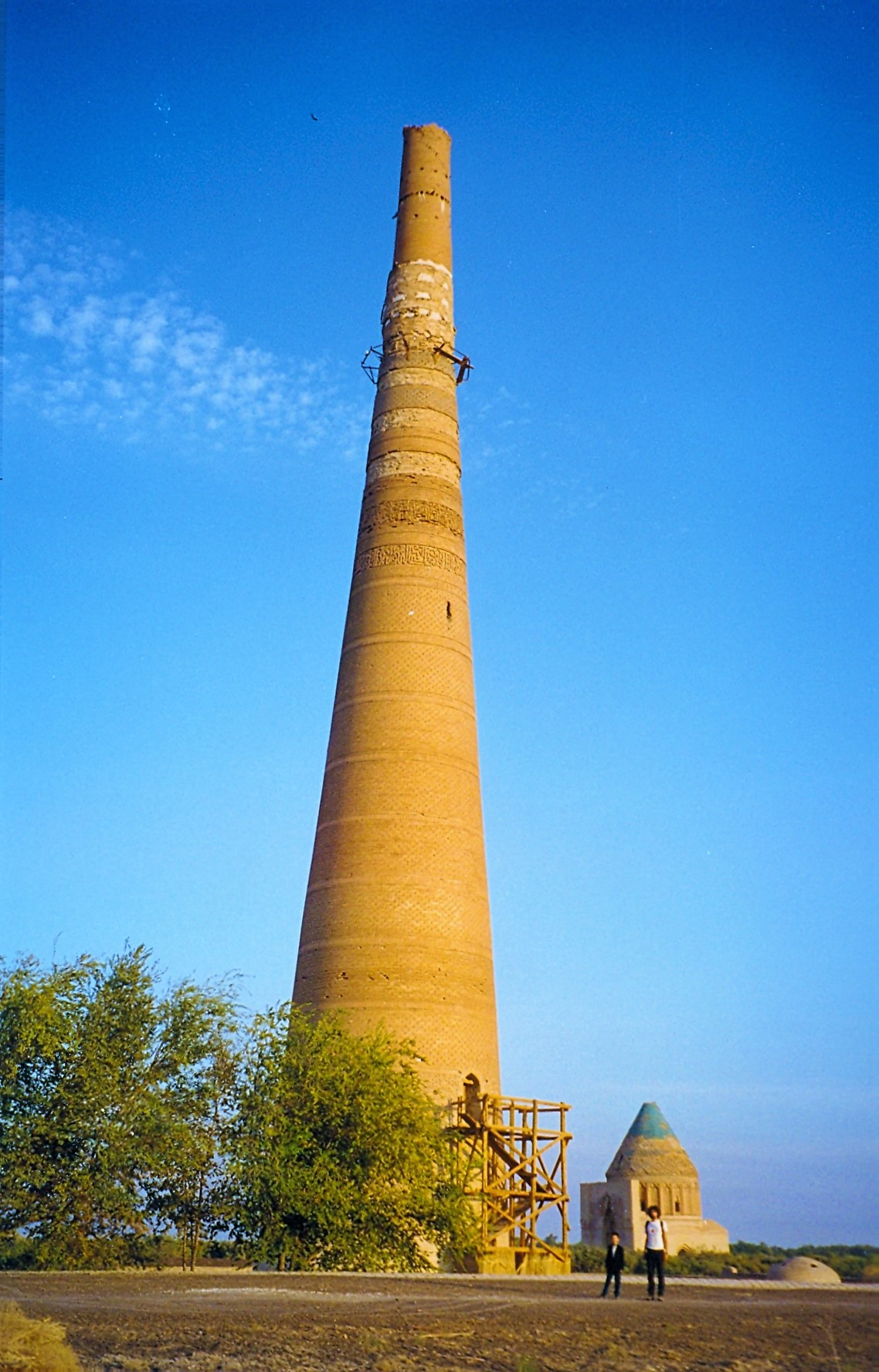
Kutlug-Timurminareten.

Kunja-Urgentj (av ryska Куня-Ургенч), stundom skrivet Kunya Urgench, Konya-Urgench eller Urganj, (på turkmeniska Köne Ürgenç, från persiskans Kohna Urganj, "gamla Urgentj") är en kommun med omkring 30 000 invånare i provinsen Tasjauz nordöstra Turkmenistan, strax söder om gränsen till Uzbekistan. Det är också platsen för den historiska staden Urgentj, som hyser de ännu ej utgrävda ruinerna av Khwarezms huvudstad på 1100-talet. Sedan 2005 är ruinerna ett världsarv.
Den gamla stadens läge intill floden Amu-Darja, gjorde den till en av de största städerna längs Sidenvägen. När staden grundades är okänt, men de kvarvarande ruinerna efter Kyrkmollafästningen har daterats (relativt amitiöst) till akemenidernas period. På 1100-talet och början av 1200-talet hade staden sin höjdpunkt, då staden såväl i befolkning som berömmelse överträffade alla andra centralasiatiska städer förutom Buchara. År 1221 raserade Djingis khans styrkor staden i ett av de största blodbaden associerade med hans namn.
Efter detta fick staden nytt liv, men den plötsliga förändringen av Amu-Darjas flöde åt norr och Timur Lenks rasering av staden på 1370-talet tvingade befolkningen att lämna platsen. Det nya Urgentj utvecklades därefter i norr i dagens Uzbekistan. De första arkeologiska utgrävningarna i den gamla staden gjordes av Aleksandr Jakubovskij år 1929.
Större delen av Urgentjs monument har helt eller delvis kollapsat. Idag finns där tre små mausoleum från 1100-talet och det mer genomarbetade Turabek-Khanums mausoleum från 1300-talet, av vilka stora delar restaurerades på 1990-talet. Det mest slående kvarvarande landmärket i Kunja-Urgentj är Kutlug-Timurminareten från 1000-talet. Den är 60 meter hög och var den största tegelstensminareten före byggandet av Hari Ruds minaret. Här finns också Il-Arslans mausoleum - det äldsta monumentet: en koniskformad kupol med 12 fasetter som hyser Mohammed II:s farfar Il-Arslan, som dog 1172. Strax norr om detta ligger en stor medeltida begravningsplats.